# (3939) Huruhata
(3939) Huruhata est un astéroïde de la ceinture principale découvert le 7 avril 1953 par l'astronome allemand Karl Wilhelm Reinmuth. 

## Historique
Le lieu de la découverte de cet astéroïde, par l'astronome allemand Karl Wilhelm Reinmuth, est Heidelberg (024). 
Sa désignation provisoire, lors de sa découverte le 7 avril 1953, était 1953 GO.
Après plusieurs désignations provisoires successives liées à son passage près de l'orbite terrestre, il fut nommé de façon définitive en l'honneur de l'astronome japonais Masaaki Huruhata (1912 – 1988).

## Caractéristiques
Sa distance minimale d'intersection de l'orbite terrestre est de 1,879 740 ua.